# Halmstads härad
Halmstads härad var ett härad i Halland, Hallands län. Området utgör idag norra delen av Halmstads kommun och sydvästra delen av Hylte kommun. Halmstads härad omfattade 1927 661 kvadratkilometer varav 646 land (delen av Enslövs socken som hörde hit ej inräknad). Här fanns 1932 15 758 invånare. Tingsställe var från 1734 till 1890 Kvibille, därefter Halmstad.

## Vapnet
Häradsvapnet fastställdes av Kungl. Maj:t år 1958: "I blått fält en halmkärve av guld".

## Namnet
Namnet skrevs 1295 in Halmstath. Betydelsen är osäker, möjligen ingår halm, "sjövass" och stad, "åkant" eller "strand".

## Socknar
Halmstads härad består av följande socknar:
I Falkenbergs kommun
- För 1888, del av: Asige socken - före 1888 ingick en del av socknen, benämnd Öinge fjärding i Halmstads härad istället för Årstads härad.[4]

I Halmstads kommun
- Getinge
- Harplinge
- Holm
- Kvibille
- Rävinge
- Slättåkra
- Steninge
- Söndrum
- Vapnö
- Övraby

I Hylte kommun
- Kinnared
- Torup  (ursprungligen endast den hälft som låg norr om Nissan, från och med 1929 hela socknen)

Halmstads stad hade till 1971 en egen jurisdiktion (rådhusrätt).

## Geografi
Häradet var beläget norr om Halmstad och Nissan. Med undantag av kustområdena består häradet av skogsområden, som sluttar starkt från Småländska höglandet. Trakten har ljunghedar längst i öster och flygsandsfält med klitter vid Kattegatt. Mellan skogsbältet och kusten finns jordbruksbygd.
Gränsen mot Tönnersjö härad i söder följde ursprungligen ån Nissan, och därför var Enslövs och Torups socknar delade på bägge häraderna. Gränsen justerades dock vid fler tillfällen för att utjämna dessa oregelbundenheter: Från och med 1929 ingick hela Torup i Halmstads härad, och från och med 1938 ingick hela Enslöv i Tönnersjö härad. När Oskarströms köping utbröts ur Enslöv och Slättåkra så fördes den helt och hållet till Tönnersjö härad.
Sätesgårdar var Sperlingsholm (Övraby socken), Vapnö slott (Vapnö), Fröllinge slott (Getinge), Mostorps herrgård (Getinge), Bårarps säteri (Rävinge), Marielunds säteri (Kvibille), Susegården (Kvibille), Biskopstorps kungsladugård (Kvibille), och Tronarps herrgård (Kvibille), Holms herrgård (Holm), Skipås säteri (Steninge), Heagård (Söndrum), Gustavsbergs herrgård (Torup), Rydö bruk (Torup), Brännö säteri (Torup), Margretebergs säteri (Harplinge), Timmersjö hovgård (Harplinge) och Fjälldalens herrgård (Harplinge). Dessutom fanns Halmstads slott inom den historiska Halmstads stads område.
Gästgiverier fanns i kyrkbyn i Kvibille socken, Drared (Slättåkra) samt Sjögård i Torups kyrkby.

## Län, fögderier, tingslag, domsagor och tingsrätter
Socknarna ingick i Hallands län. Församlingarna tillhör(de) Göteborgs stift.
Häradets socknar hörde till följande fögderier:
- 1720-1990 Halmstads fögderi
- 1720-1946, 1 juli Laholms fögderi för Kinnareds, Torups och Övraby socknar

Häradets socknar tillhörde följande tingslag, domsagor och tingsrätter:
- 1683-1890 Halmstads tingslag i Hallands södra domsaga (Höks, Tönnersjö och Halmstads härader)
- 1891-1947 Halmstads och Tönnersjö tingslag i Hallands södra domsaga
- 1948-1970 Hallands södra domsagas tingslag i Hallands södra domsaga

- 1971-1974 Hallands södra tingsrätt och domsaga
- 1975- Halmstads tingsrätt och domsaga